# Jana Koščak
Jana Koščak (* 19. Mai 2006 in Varaždin) ist eine kroatische Leichtathletin, im Siebenkampf sowie im Hoch- und Weitsprung und im Hürdenlauf an den Start geht. Sie ist aktuelle Inhaberin der Landesrekorde im Siebenkampf sowie im Hallenfünfkampf. Auch ihre ältere Schwester Klara Koščak ist als Leichtathletin aktiv.

## Sportliche Laufbahn
Erste internationale Erfahrungen sammelte Jana Koščak im Jahr 2022, als sie bei den U20-Balkan-Hallenmeisterschaften in Belgrad in 8,55 s den vierten Platz im 60-Meter-Hürdenlauf belegte und im Weitsprung mit 5,88 m auf Rang acht gelangte. Zudem belegte sie mit der kroatischen 4-mal-400-Meter-Staffel in 4:05,70 min den sechsten Platz. Mitte Juni siegte sie bei den U18-Balkan-Meisterschaften in Bar und belegte dort mit 47,28 m den vierten Platz im Speerwurf und siegte in 47,17 s mit der 4-mal-100-Meter-Staffel. Anschließend siegte sie mit 6106 Punkten im Siebenkampf bei den U18-Europameisterschaften in Jerusalem und im Juli gelangte sie bei den U20-Balkan-Meisterschaften in Denizli in 14,21 s den fünften Platz über 100 m Hürden. Kurz darauf siegte sie beim Europäischen Olympischen Jugendfestival (EYOF) in Banská Bystrica mit einem Sprung über 1,84 m. 2023 verbesserte sie in Tallinn den kroatischen Hallenrekord im Fünfkampf auf 4432 Punkte und während dieses Wettkampf verbesserte sie auch den Hallenrekord im Weitsprung auf 6,34 m. Kurz darauf stellte sie in Zagreb mit 4585 Punkten eine U18-Europabestleistung im U18-Fünfkampf auf. Im Mai belegte sie beim Hypomeeting in Götzis mit 6293 Punkten den neunten Platz und stellte damit eine neue U18-Weltbestleistung sowie einen kroatischen Landesrekord auf. Zudem steigerte sie sich im Hochsprung auf 1,92 m. Anfang Juli stellte sie im 400-Meter-Hürdenlauf mit 58,05 s einen neuen U20-Landesrekord auf und belegte anschließend beim EYOF in Maribor in 59,95 s den siebten Platz. Kurz darauf startete sie im Siebenkampf bei den U20-Europameisterschaften in Jerusalem, musste dort aber ihren Wettkampf am ersten Tag vorzeitig beenden. Im Jahr darauf steigerte sie den kroatischen Hallenrekord im Fünfkampf auf 4436 Punkte und startete im März bei den Hallenweltmeisterschaften in Glasgow, musste dort aber ihren Wettkampf nach dem Auftakt über 60 m Hürden vorzeitig beenden. Im Mai siegte sie bei den U23-Mittelmeer-Meisterschaften in Ismailia in 13,38 s über 100 m Hürden und sicherte sich im Weitsprung mit 6,33 m die Silbermedaille hinter der Griechin Andriana Gkogka. Kurz darauf gelangte sie bei den Balkan-Meisterschaften in Izmir mit 13,59 s auf den zehnten Platz über 100 m Hürden und belegte im Weitsprung mit 6,20 m den siebten Platz. Kurz darauf wurde sie bei den Europameisterschaften in Rom mit 5977 Punkten 14. im Siebenkampf. Im August siegte sie mit 5807 Punkten bei den U20-Weltmeisterschaften in Lima.
2025 gelangte sie bei den Hallenweltmeisterschaften in Nanjing mit 4362 Punkten auf Rang neun im Fünfkampf. Zuvor verbesserte sie in Tallinn den Landesrekord auf 4478 Punkte. Ende Juni wurde sie bei der 2. Liga der Team-Europameisterschaft in Maribor mit 1,83 m Fünfte im A-Finale im Hochsprung, ehe sie im August bei den U20-Europameisterschaften in Tampere mit 6293 Punkten die Goldmedaille im Siebenkampf gewann.
2022 wurde Koščak kroatische Meisterin im Weitsprung und 2023 im Hochsprung. Zudem wurde sie 2023 Hallenmeisterin im Hochsprung.

## Persönliche Bestleistungen
- 100 m Hürden: 13,26 s (+1,2 m/s), 27. Mai 2023 in Götzis
  - 60 m Hürden (Halle): 8,21 s, 5. Februar 2023 in Tallinn
- 400 m Hürden: 58,05 s, 2. Juli 2023 in Zagreb (kroatischer U20-Rekord)
- Hochsprung: 1,92 m, 27. Mai 2023 in Götzis
- Weitsprung: 6,34 m, 5. Februar 2022 in Tallinn
- Siebenkampf: 6293 Punkte, 28. Mai 2023 in Götzis (kroatischer Rekord) (U18-Weltbestleistung)
  - Fünfkampf (Halle): 4478 Punkte, 2. Februar 2025 in Tallinn (kroatischer Rekord)